# اجدل مسرة (السياني)

تعديل مصدري - تعديل

اجدل مسرة محلة تابعة لقرية الجنيد، التابعة لعزلة الدامغ بمديرية السياني إحدى مديريات محافظة إب في الجمهورية اليمنية.، بلغ تعداد سكانها 56 حسب تعداد اليمن لعام 2004.